# لويد أهلكويست
لويد ليونارد أهلكويست (بالإنجليزية: Lloyd Ahlquist)‏، واسمه المستعار على الإنترنت إيبك لويد (EpicLLOYD)، من مواليد 18 يناير 1977، هو مغني راب معروف بسلسلة معارك الراب الملحمي التاريخي، وشارك في فيلم سبونج بوب: سبونج خارج المياه.